# Martensnaias
Martensnaias је род слатководних шкољки из породице Unionidae, речне шкољке.

## Врсте
Врсте у оквиру рода Martensnaias:
- Martensnaias rubicunda (Martens, 1900)